# Проклятие. Посвящение
Проклятие. Посвящение (англ. Consecration) — сверхъестественный фильм ужасов 2023 года, снятый режиссером Кристофером Смитом по сценарию, написанному в соавторстве с Лори Куком, а в главных ролях выступили Джена Мэлоун, Дэнни Хьюстон и Джанет Сазман. Фильм был снят в Шотландии на острове Скай и вышел в прокат в Великобритании и США 10 февраля 2023 года.

## Синопсис
Англичанка приезжает в монастырь на острове Скай, чтобы узнать правду о смерти брата-священника, но обнаруживает, что сам он тоже был подозреваемым в расследовании убийства. Главная героиня в детстве обладала способностями, но не помнила своего прошлого. Узнав о смерти брата, она отправляется в Шотландию, чтобы раскрыть секреты, которые хранит монастырь.

## Актёры
- Джена Мэлоун в роли доктора Грейс Фарио
  - Дейзи Аллен в роли юной Грейс
- Дэнни Хьюстон в роли отца Ромеро
- Джанет Сазман в роли матери-настоятельницы
- Торен Фергюсон в роли старшего инспектора Харриса
- Эйлид Фишер в роли сестры Мэг
- Александра Льюис в роли сестры Бет
- Джоладе Обасола в роли сестры Матильды
- Уилл Кин в роли доктора Джона Холмса
- Стеффан Ценнидд в роли Майкла Фарио
  - Кит Ракузен в роли молодого Майкла
- Ян Пири в роли Винсента Фарио
  - Шон Скотт в роли отца Кэрола

## Производство
Впервые о проекте было сообщено в журнале Variety в июле 2021 года, съёмки были назначены на конец того же лета, а цель — представить фильм продавцам на Каннском кинофестивале 2021 года. В октябре 2021 года были объявлены актёры Джена Мэлоун, Дэнни Хьюстон и Джанет Сазман.
Фильм был снят AGC Studios, продюсерами выступили Ксавье Марчанд из Moonriver Content, Джейсон Ньюмарк из Newscope Films и Лори Кук из Bigscope Films, которая также была соавтором сценария. Фильм был профинансирован AGC, а дополнительное финансирование предоставил Sherborne Capital. Смит рассказал Entertainment Weekly, что на создание фильма его вдохновило присущее ему увлечение всеми конфессиями религии, кажущейся странной сущностью: «Мне никогда не бывает так жутко, как если я захожу в церковь или храм. Я хотел снять фильм о религии, но сделать это серьёзно».
Основные съёмки проходили в октябре 2021 года в Лондоне и Шотландии.

## Выход фильма
IFC Films распространила фильм в Соединённых Штатах, а Shudder сделал первое потоковое окно. Проклятие. Посвящение было выпущено 10 февраля 2023 года в Великобритании и Соединённых Штатах; 3 марта 2023 года на VOD и 19 мая 2023 года на Shudder. Фильм был показан на кинофестивале в Глазго 2023 года.

## Оценки
На сайте-агрегаторе рецензий Rotten Tomatoes 42% из 62 отзывов критиков положительные, средняя оценка 5/10. Единое мнение сайта гласит: «Несмотря на то, что главную роль в фильме играет Джена Мэлоун, «Посвящение» представляет собой ужастик на католическую тематику, который скорее осквернён, чем освящён». Metacritic поставил фильму средневзвешенный балл 40 из 100, основанный на 12 оценках критиков, что означает «смешанные или средние отзывы».